# Xanthorhoe vulgaris
Xanthorhoe vulgaris är en fjärilsart som beskrevs av Rothschild 1915. Xanthorhoe vulgaris ingår i släktet Xanthorhoe och familjen mätare. Inga underarter finns listade i Catalogue of Life.